# Guillaume Couronnat
 (novembre 2012).
Si vous disposez d'ouvrages ou d'articles de référence ou si vous connaissez des sites web de qualité traitant du thème abordé ici, merci de compléter l'article en donnant les références utiles à sa vérifiabilité et en les liant à la section « Notes et références ».
Guillaume Couronnat est un marin français, né le 30 avril 1748 à Cussac (Buisson-de-Cadouin, Dordogne, France) et mort le 25 octobre 1786 à Port-Louis (Île Maurice),.

## Biographie
Couronnat, officier de la marine royale en 1778, participe à la campagne du comte Charles Henri d'Estaing sur la frégate « La Blanche » (1778).  À l’assaut de La Grenade, il est blessé. Le vice-amiral d'Estaing lui  confie  alors le commandement d’une flûte avec laquelle il remplit plusieurs missions d’une manière satisfaisante. Il se trouve à Charleston (alors Charlestown) lorsque cette ville est assiégée, il « se distingue dans diverses rencontres contre les Anglais et ne rend son bâtiment que criblé de coups de canon ». 
En 1780 il reçoit un brevet de « Lieutenant de Frégate en pied », probablement en récompense de sa belle conduite en Amérique. 
La même année, il reçoit le commandement de la gabarre du Roi « la Bretonne ». 
En 1783, il occupe les fonctions de « second officier de port » à Bordeaux. 
Couronnat devient ensuite sous-lieutenant de vaisseau (1786). Probablement au cours d'un voyage aux Indes, ayant «attrapé les fièvres», il meurt à Port Louis le 25 octobre de la même année,.
Il est membre de la Société des Cincinnati en raison de sa participation à la guerre d’Indépendance d’Amérique.
Il épouse Jeanne Martin, guillotinée à Bordeaux le 27 juin 1794 pour avoir caché des prêtres réfractaires. 
Leurs filles Marguerite et Jeanne épousent respectivement Jean-Baptiste et Arnaud Tandonnet, fondateurs de la Maison d’armement « Tandonnet Frères » 
à Bordeaux.